# بی‌اف‌ام تی‌وی
بِفِم توِ یک شبکه خبری شبانه‌روزی در فرانسه می‌باشد. این شبکه از طریق تلویزیون کابلی، ماهواره‌ای، دیجیتال و از طریق اینترنت در دسترس می‌باشد.